# Chibchea mayna
Chibchea mayna là một loài nhện trong họ Pholcidae. Loài này được phát hiện ở Peru và Ecuador.